# Плютей клубневой
Плюте́й клубнево́й, или полулу́ковичный, или булавоно́гий (Pluteus semibulbosus) — гриб рода Плютей. В системе рода Плютей С. П. Вассера этот вид относится к секции Celluloderma подрода Hispidocelluloderma. Несъедобен или не имеет пищевого значения.
Синонимы
- Agaricus semibulbosus (Lasch in Fr.), 1838 basionym

Омонимы
- Pluteus semibulbosus sensu auct. (1960, 1986) — омоним для Pluteus inquilinus Romagn. 1979[5]

## Описание
Шляпка диаметром 2—3 сантиметра, тонкомясистая, просвечивающаяся, от колокольчатой до выпуклой и распростёртой формы, с небольшим бугорком и бороздчатым краем. Поверхность гладкая, слабо морщинистая, слегка мучнистая, беловатая или бледно-жёлтая, желтовато-розовая, в центре до коричневато-серой.
Пластинки свободные, частые, широкие, сначала беловатые, с возрастом становятся розовыми.
Ножка 2—3×0,2—0,5 см, цилиндрическая, центральная, с клубневидно-вздутым основанием. Поверхность покрыта волокнистыми хлопьями, иногда бархатистая, белая или желтоватая, основание с беловатым мицелием.
Мякоть белая, на срезе не изменяется, вкус и запах не выражены.
Остатки покрывал отсутствуют, споровый порошок розовый.
Споры гладкие, от яйцевидных до широкоэллипсоидных, 6—8×5—7 мкм.
Гифы с пряжками, тонкостенные. Кожица шляпки клеточного строения, состоит из округлых или булавовидных клеток диаметром 25—35 мкм.
Базидии четырёхспоровые, размерами 20—25×8—10 мкм, булавовидные, бесцветные.
Хейлоцистиды размерами 75—110(115)×10—15 мкм, различной формы, тонкостенные, бесцветные. Плевроцистиды 60—70×25—30 мкм, бутылковидные, тонкостенные, бесцветные.

## Сходные виды
Некоторые авторы считают Pluteus semibulbosus синонимом плютея бархатистоножкового (Pluteus plautus). Последний отличается несколько бо́льшими размерами плодовых тел, бархатистой, с возрастом становящейся мелкочешуйчатой поверхностью шляпки и по микроскопическим признакам.

## Экология и распространение
Сапротроф на пнях, остатках древесины лиственных деревьев, реже на почве в лиственных и смешанных лесах, встречается на подгнивших живых деревьях. Отмечен, в частности, на древесине дуба, берёзы, клёна.
Известен в Европе от Британских островов до России (кроме Пиренейского полуострова, юга Балкан и Скандинавии), в Азии — в Закавказье (Армения, Азербайджан), России (Якутия, Приморский край), Китае и Японии, в Северной Африке (Алжир). В Европейской части России найден вСамарской области (Жигулёвский заповедник). Встречается очень редко, в некоторых регионах не редок или обычен.
Сезон: август — октябрь.